# Iveco LMV
O Iveco LMV (Light Multirole Vehicle, lit: Veículo leve multifunção) é um carro blindado fabricado pela Iveco, usado por diversas forças armadas no mundo.

## Desenvolvimento
O LMV usa pacotes de blindagem modulares para ajustar seu nível de proteção aos requisitos de sua missão. Em relação à proteção contra minas, a distância ao solo do veículo foi aumentada para 493 mm sem aumentar a altura total (menos de 2 metros); também utiliza assentos suspensos de derivação aeronáutica, casco em V sob a carroceria e uma estrutura sanduíche desmontável no piso para desviar e absorver explosões de minas. Seu escapamento é canalizado através de seus pilares C e seu turbocompressor está localizado embaixo do motor para reduzir sua assinatura térmica. A mobilidade é ajudada por um sistema run-flat, permitindo que o veículo se mova mesmo com os pneus completamente vazios. Está relacionado com o carro conceito Fiat Oltre revelado em 2005. O LMV foi projetado na década de 1990 e os primeiros LMVs foram produzidos em 2001.

## Operadores
- Albânia [1]
- Áustria[1]
- Bélgica[1]
- Bósnia e Herzegovina
- Brasil – o exército brasileiro opera 32 LMV Lince e LMV-BR adquiridos em 2019.[2][3][4] No dia 2 de julho de 2024, o Exército brasileiro assinou um contrato com a IDV para o fornecimento de 420 Viaturas Blindadas Multitarefa Leve sobre Rodas 4×4 Guaicurus (VBMT-LSR 4×4). As viaturas LMV-BR 2 (Guaicurus) serão produzidas em duas versões, com Sistema de Arma Manual ou Sistema de Arma RCWS. As 420 unidades serão produzidas localmente na fábrica da IDV em Sete Lagoas (MG), com entregas planejadas para começar em 2026.[5][6]
- Croácia[1]
- Chéquia[1]
- Indonésia[7]
- Itália[1]
- Líbano[8]
- Noruega[1]
- Catar[7]
- Rússia[9]
- Eslováquia
- Espanha[10]
- Síria[11]
- Tunísia[10]